# Српски фудбалски клубови у европским такмичењима 2020/21.
Српски фудбалски клубови у квалификацијама за европска такмичења у сезони 2020/21. су имали четири представника:
- Црвена звезда у квалификацијама за УЕФА Лигу шампиона од првог кола као првак Суперлиге Србије;
- Војводина у квалификацијама за УЕФА Лигу Европе од трећег кола као као победник Купа Србије;
- Партизан у квалификацијама за УЕФА Лигу Европе од првог кола као другопласирани тим Суперлиге Србије;
- ТСЦ Бачка Топола у квалификацијама за УЕФА Лигу Европе од првог кола као четвртопласирани тим Суперлиге Србије.

## Црвена звезда у УЕФА Лиги шампиона

### Прво коло квалификација
| Црвена звезда                       | 5 : 0 Извештај | Европа |
| ----------------------------------- | -------------- | ------ |
| Бен 35’, 44’, 52’ · Иванић 78’, 87’ |                |        |

Црвена звезда се пласирала у друго коло квалификација за УЕФА Лигу шампиона.

### Друго коло квалификација
| Тирана | 0 : 1 Извештај | Црвена звезда |
| ------ | -------------- | ------------- |
|        |                | Томане 62’    |

Црвена звезда се пласирала у треће коло квалификација за УЕФА Лигу шампиона.

### Треће коло квалификација
| Омонија                          | 1 : 1 (пр) Извештај | Црвена звезда                      |
| -------------------------------- | ------------------- | ---------------------------------- |
| Лифтнер 32’                      |                     | Иванић 45+2’                       |
| Пенали                           |                     |                                    |
| Гомес · Гомеш · Асанте · Лецјакс | 4:2                 | Гаврић · Бен · Фалчинели · Дегенек |

Омонија се након бољег извођења једанаестераца пласирала у плеј-оф УЕФА Лиге шампиона, док је Црвена звезда такмичење наставила у плеј-офу УЕФА Лиге Европе.

## Црвена звезда у УЕФА Лиги Европе

### Плеј-оф
| Арарат-Јерменија | 1 : 2 Извештај | Црвена звезда             |
| ---------------- | -------------- | ------------------------- |
| Мајлсон Лима 72’ |                | Катаи 45’ · Фалчинели 60’ |

Црвена звезда се пласирала у групну фазу УЕФА Лиге Европе.

### Група Л
Црвена звезда је на жребу 2. октобра 2020. из другог шешира сврстана у групу Л.
| Табела            | ИГ | Д | Н | И | ГД | ГП | ГР  | Бод. |
| ----------------- | -- | - | - | - | -- | -- | --- | ---- |
| 1. Хофенхајм 1899 | 6  | 5 | 1 | 0 | 17 | 2  | +15 | 16   |
| 2. Црвена звезда  | 6  | 3 | 2 | 1 | 9  | 4  | +5  | 11   |
| 3. Слован Либерец | 6  | 2 | 1 | 3 | 4  | 13 | -9  | 7    |
| 4. Гент           | 6  | 0 | 0 | 6 | 4  | 15 | -11 | 0    |

| Легенда:                       |
| ------------------------------ |
| Пласман у шеснаестину финала   |
| Елиминација из даљег такмичења |

| Хофенхајм 1899                | 2 : 0 Извештај | Црвена звезда |
| ----------------------------- | -------------- | ------------- |
| Баумгартнер 64’ · Дабур 90+3’ |                |               |

| Црвена звезда                                       | 5 : 1 Извештај | Слован Либерец |
| --------------------------------------------------- | -------------- | -------------- |
| Бен 7’, 22’ · Гајић 50’ · Катаи 67’ · Фалчинели 70’ |                | Матоушек 41’   |

| Црвена звезда         | 2 : 1 Извештај | Гент           |
| --------------------- | -------------- | -------------- |
| Канга 12’ · Катаи 59’ |                | Ођиђа Офое 31’ |

| Гент | 0 : 2 Извештај | Црвена звезда               |
| ---- | -------------- | --------------------------- |
|      |                | Петровић 2’ · Милуновић 58’ |

| Црвена звезда | 0 : 0 Извештај | Хофенхајм 1899 |
| ------------- | -------------- | -------------- |
|               |                |                |

| Слован Либерец | 0 : 0 Извештај | Црвена звезда |
| -------------- | -------------- | ------------- |
|                |                |               |

### Шеснаестина финала
Жреб парова шеснаестине финала одржан је 14. децембра 2020. године.
| Црвена звезда                  | 2 : 2 Извештај | Милан                                  |
| ------------------------------ | -------------- | -------------------------------------- |
| Канга 52’ (пен) · Павков 90+3’ |                | Панков 42’ (а.г.) · Ернандез 61’ (пен) |

| Милан         | 1 : 1 Извештај | Црвена звезда |
| ------------- | -------------- | ------------- |
| Кеси 9’ (пен) |                | Бен 24’       |

Укупан резултат двомеча био је 3:3. Милан се на основу правила о броју постигнутих голова на гостујућем терену пласирао у осмину финала УЕФА Лиге Европе.

## Војводина у УЕФА Лиги Европе

### Треће коло квалификација
| Стандард Лијеж                | 2 : 1 (пр) Извештај | Војводина |
| ----------------------------- | ------------------- | --------- |
| Авенати 47’ (пен) · Амала 91’ |                     | Бојић 75’ |

Стандард Лијеж се пласирао у плеј-оф УЕФА Лиге Европе.

## Партизан у УЕФА Лиги Европе

### Прво коло квалификација
| Партизан        | 1 : 0 Извештај | РФС |
| --------------- | -------------- | --- |
| Натхо 52’ (пен) |                |     |

Партизан се пласирао у друго коло квалификација за УЕФА Лигу Европе.

### Друго коло квалификација
| Сфинтул Георге | 0 : 1 (пр) Извештај | Партизан         |
| -------------- | ------------------- | ---------------- |
|                |                     | Натхо 104’ (пен) |

Партизан се пласирао у треће коло квалификација за УЕФА Лигу Европе.

### Треће коло квалификација
| Шарлроа                  | 2 : 1 (пр) Извештај | Партизан |
| ------------------------ | ------------------- | -------- |
| Десолеј 10’ · Резај 108’ |                     | Сума 53’ |

Шарлроа се пласирао у плеј-оф УЕФА Лиге Европе.

## ТСЦ Бачка Топола у УЕФА Лиги Европе

### Прво коло квалификација
| Петрокуб Хинчешти               | 0 : 2 Извештај | ТСЦ Бачка Топола |
| ------------------------------- | -------------- | ---------------- |
| Томановић 17’ · Лукић 55’ (пен) |                |                  |

ТСЦ Бачка Топола се пласирао у друго коло квалификација за УЕФА Лигу Европе.

### Друго коло квалификација
| ТСЦ Бачка Топола                                                                      | 6 : 6 (пр) Извештај | Стеауа Букурешт                                                         |
| ------------------------------------------------------------------------------------- | ------------------- | ----------------------------------------------------------------------- |
| Милићевић 11’ · Дуроњић 14’ · Антонић 51’ · Томановић 90+4’, 117’ · Тумбасевић 105+1’ |                     | Коман 25’ · Ман 50’, 63’ (пен.), 105’ · Балаж 90+3’ (а.г.) · Петре 108’ |
| Пенали                                                                                |                     |                                                                         |
| Томановић · Зец · Бањац · Антонић · Ђурић                                             | 4:5                 | Морутан · Перијану · Пантиру · Петре · Ман                              |

Стеауа Букурешт се након бољег извођења једанаестераца пласирала у треће коло квалификација за УЕФА Лигу Европе.

## Биланс успешности
|   | Екипа            | Такмичење          | Ута. | Поб. | Нер. | Пор. | ГД | ГП | Домет                    |
| - | ---------------- | ------------------ | ---- | ---- | ---- | ---- | -- | -- | ------------------------ |
| 1 | Црвена звезда    | УЕФА Лига шампиона | 3    | 2    | 1    | 0    | 7  | 1  | треће коло квалификација |
| 1 | Црвена звезда    | УЕФА Лига Европе   | 9    | 4    | 4    | 1    | 14 | 8  | шеснаестина финала       |
| 2 | Војводина        | УЕФА Лига Европе   | 1    | 0    | 0    | 1    | 1  | 2  | треће коло квалификација |
| 3 | Партизан         | УЕФА Лига Европе   | 3    | 1    | 1    | 1    | 3  | 2  | треће коло квалификација |
| 4 | ТСЦ Бачка Топола | УЕФА Лига Европе   | 2    | 1    | 1    | 0    | 8  | 6  | друго коло квалификација |